# Обикновена гребенеста щука
Обикновените гребенести щуки (Ctenolucius hujeta) са вид актиноптери от семейство Ctenoluciidae.
Срещат се в сладководни басейни в Колумбия и Венецуела.